# Septoria cyclaminis
Septoria cyclaminis är en svampart som beskrevs av Durieu & Mont. 1856. Septoria cyclaminis ingår i släktet Septoria och familjen Mycosphaerellaceae.   Inga underarter finns listade i Catalogue of Life.